# Plagne (Zwitserland)
Plagne (Duits (verouderd): Plentsch) is een plaats en voormalige gemeente in het Zwitserse kanton Bern, en maakt deel uit van het district Jura bernois.
Plagne telt 361 inwoners. In 2014 is de beste gefuseerd met de gemeente Vauffelin en hebben de gemeente Sauge gevormd.